# Eingesenktes Kammergrab

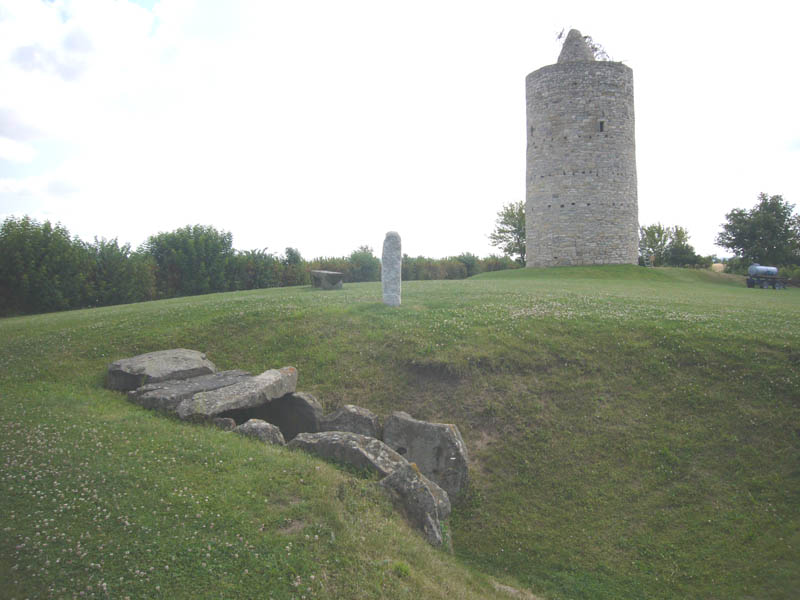
Großsteingrab Langeneichstädt

Het Eingesenktes Kammergrab (ook wel Mitteldeutsche Kammer genoemd) is een zeldzaam type hunebed in Duitsland.
Het bouwwerkt grijpt terug op de allée couverte uit Frankrijk. Het heeft een ingegraven kamer met een lengte tot 20 meter. Er is meestal een exiale toegang tot een korte voorruimte, af en toe komt een laterale toegang voor.